# Revolta d'Iskandar-i Shaykhi
La revolta d'Iskandar-i Shaykhi va ser un dels episodis de la Campanya dels Set Anys (1399-1404), concretament fou una rebel·lió del príncep Iskandar, restaurat per Tamerlà, que va afectar els territoris del Mazanderan occidental.

## Revolta d'Iskandar-i Shaykhi (1404)
A començaments del 1404 el príncep de la restaurada dinastia afrasiyab Iskandar-i Shaykhi de Damawand i Firuzkuh estava en aparent revolta i s'havia enviat a la zona a l'amir Sulayman Xah amb el príncep Rustem que assistiria a l'amir. Si Iskandar es sotmetia humilment, se li havien de donar totes les facilitats i garanties però si persistia en la revolta se l'havia de destruir i a tal efecte es mobilitzava la cavalleria de Qom, Kaixan i Derguzin. Iskandar havia fortificat Firuzkuh on va deixar als seus fills i esposa i al acostar-se les tropes timúrides va fugir als boscos impenetrables de Txelun i Rustumdar. Les tropes timúrides van arribar a Teheran (Rayy) on van romandre 20 dies i allí van acudir la infanteria de Rayy, Sawah i la cavalleria i infanteria de Qom, Kaixan i Derguzin, en total uns dos mil homes que van entrar al Rustamdar i van assetjar la fortalesa de Nur que fou presa i arrasada. Malik Kyumeres, enemic d'Iskandar-i Shaykhi, es va presentar als timúrides en aquest lloc, però fou arrestat i entregat al rebel com a exemple de bona voluntat i de que volien arribar a un pacte amb ell. Però Iskandar no va gosar i enlloc d'això va pactar amb Kyumeres; junts van fer diversos actes agressius dels que Sulayman Xah va informar a Timur quan encara estava acampat al riu Aglok o Aglobok. Timur va decidir que hi passaria personalment i al mateix temps va enviar missatge al lloctinent general del Khurasan, amir Mezrab, de marxar amb tropes cap a Sari i Amol.

## Campanya de Gilan (1404)
Els prínceps de Gilan no havien anat mai en persona a la cort de Timur i només havien enviat alguns regals mediocres i això fou considerat gairebé una rebel·lió per Timur. Hi va enviar al karul o avantguarda de l'exèrcit sota comandament de 5 amirs: Bayazid Boroldai, Deryai Kutxin, Belal, Bahlul Barles i Muhammad (germà d'Ali Sultan Tavachi o Tawaji) per establir el seu quarter als boscos a la frontera de Gilan; al seu fill Xah Rukh el va enviar a Kzelygaja amb l'exèrcit. Xah Rukh es va fer acompanyar pel seu fill Ibrahim Sultan (que manava un cos de deu mil homes) així com diversos amirs: Jahan Xah, Rustem Tagi Bugha, Xaikh Ibrahim, Said Khoja (fill de Xaikh Ali Bahadur) i altres. Quan els prínceps de Gilan van saber que s'acostava l'exèrcit immediatament van demanar la pau i van oferir el pagament d'un fort tribut sota la forma de kharaj. Said Razi Kia, un xerifià príncep de Daylam i Muhammad Ketxi i, un altre príncep del país, van preparar immediatament van enviar regals i diners; els altres prínceps i senyors van seguir al darrere i tots van comparèixer a la cort per oferir els regals i el tribut. Timur va voler mostrar especial deferència pel xerif Said Razi Kia i no solament li va fer mes honors que als altres sinó que li va fer esplèndids regals i li va perdonar el tribut del kharaj que havia d'aportar; a l'emir Muhammad Ketxi només li va fer regals de la meitat de valor i li va perdonar un terç del kharaj que quedava per pagar. A Said Razi Kia el va enviar com a governador a Kemakh, castell que havia estat governat abans per Shamsi (parent de l'amir Abbas); al nou governador l'acompanyava un cos de tropes que l'ajudaria en la defensa del castell.

## Cami de Samarcanda (1404)
Timur i l'exèrcit van sortir de Karabagh el 4 d'abril de 1404. Només li quedava a Timur un objectiu en tota l'Àsia: la Xina, i ja planejava la guerra contra aquest imperi. Va creuar l'Araxes per un pont que va fer construir, i va acampar a l'altre costat a la plana de Nimetabad, a la vora del canal de Barles que ell mateix havia ordenat construir. Allí se li va unir el príncep Shah Rukh amb les seves tropes. Es va celebrar una gran festa per marcar la concessió de l'imperi d'Hulagu al príncep Muhammad Umar. Els seus dominis abraçaven Azerbaidjan (amb Shirwan i l'Iraq Ajamita), Anatòlia fins a Constantinoble, Síria i Egipte. Els virreis de Fars i de l'Iraq Arabí li estarien supeditats i haurien d'assistir a les assemblees. Com assistents li va designar als amirs Jahan Xah, Rustem ibn Musa, Tevekkul Barles, Junayd Boroldai i altres i li va concedir deu mil cavallers; li va atorgar una corona i el va deixar marxar cap al seu govern. Després va repartir honors als prínceps aliats: Malik Isa de Mardin, Malik Izz al-Din Shir de Vastan, Xaikh Ibrahim de Xirvan, Kustendil o Constantí germà del rei de Geòrgia; a Tizek, Bistam i Dialik els va posar al seguici de Muhammad Umar que marxava de cami cap l'ala Tagh. Timur va fer una cacera reduïda i després va sortir i va acampar cap al riu Agablok o Txaibela Rud on va restar fins al final del Ramadà (20 d'abril de 1404).

## Timur al Rustamdar i Mazanderan (1404)
El 27 d'abril de 1404 un missatger del príncep Khalil Sultan de Transoxiana va informar a Timur de que al centre dels seus estats tot estava en calma i l'administració funcionava sense problemes. Arribat a Ardebil va enviar a l'amir Xah Malik i a Pir Ali Taz Selduz, comandants de mil homes, a reagrupar unes tribus àrabs i de turcs khalaj de la regió de Sawah. Aquests turcs vivien a Qom, Sawah, Kaixan, Txara i Perahan i Timur volia formar amb ells un cos d'exèrcit. També va enviar al príncep Iskandar a ajudar a Sulayman Xah i al príncep Rustem a Rustamdar.
Després Timur va passar per Myana i més enllà, quan estava prop de Sertxem, es va trobar amb Duladai, governador d'Awnik, que havia vingut a fer-li reverències. Timur va arribar a Sultaniya el 10 de maig de 1404. Alli se li va entregar el tribut extraordinari que s'havia recaptat al Gilan. A l'endemà va sortir cap a Kazwin on va anar a fer-li reverència el príncep Abu Bakr, que venia d'Ardebil, on no l'havia trobat; l'acompanyaven els amirs Sevinjik Bahadur i Pir Husayn Barles; per mediació de l'emperadriu Sarai Mulk Khanum i de l'amir Xaikh Nur al-Din, va demanar a Timur que permetés que el príncep Miran Shah (pare d'Abu Bakr) que residia a Sultaniya, pogués anar a residir amb ell a Bagdad. Timur ho va concedir i va acordar una pensió a Miran Shah de 400.000 dinars kopeghis (equivalents a un ducat d'or o a 7 lliures). Abu Bakr va rebre diversos regals de Timur i li va donar la ordre d'anar a combatre a Iskandar-i Shaykhi al costat de Rustem i Sulayman Xah, de manera vigorosa; a l'esposa d'Abu Bakr, Shahi Mulk (filla de l'amir Hajji Saif al-Din Barles), li va concedir la senyoria de Dudjail (en el govern de Bagdad); la princesa que s'havia desplaçat des de Sultaniya va retornar a l'endemà a aquesta ciutat. Abu Bakr va fer treure la neu i va creuar la muntanya d'Akbay Talagun, i es va trobar amb els prínceps Rustem i Iskandar i l'amir Sulayman Xah a Kujur. En aquest lloc fortificat van romandre 20 dies, fin que va arribar el gruix de l'exèrcit. Després van perseguir a Iskandar-i Shaykhi, però la zona era de bosc molt dens i avançaven poc ja que havien de tallar molts arbres.
Timur havia passat de Kazwin a Sauk-Bulac i d'aqui cap a la plana de Rayy on va entrar el 20 de maig de 1404; va acampar a la plana de Sari enviant l'equipament no imprescindible per la ruta de Rayy i Khuwar. La princesa Beg Mulk Agha (esposa de Pir Muhammad ibn Jahangir) i els seus tres joves fills, van ser acomiadats i van poder tornar a Gazni i Kandahar on residien habitualment. L'amir Xams al-Din Abbas, que portava als contingents kara tàtars, va seguir també la ruta de Rayy, Khuwar i Semnan. Timur va aixecar el camp de la plana de Sari i va seguir cap al castell abandonat de Ghulkhendan, al peu de la Muntanya Damavand, castell que Timur va ordenar que fos reconstruït. Després de passar per Damawand va arribar a Firuzkuh.

## Conquesta de la fortalesa de Firuzkuh (1404)
El 29 de maig de 1404 va començar el setge de la ciutadella. Una de les torres estava construïda a la part baixa, tocant el riu, i des de allí obtenien l'aigua del riu; els assetjants van desviar el riu a la zona propera a la torre. Els assetjats, que estaven manats pel fill d'Iskandar Shayki, van oferir resistència però finalment es va produir l'assalt final i el fill d'Iskandar es va veure obligat a demanar quarter. Els delegats es van presentar a Timur i es van postrar i aparentment no foren executats. Timur va designar governador de la ciutadella a l'amir Zengi Tuni.

## Revolta dels kara tàtars (1404)
El 30 de maig de 1404 Timur va acampar a un prat proper i va enviar a les emperadrius Sarai Mulk Khanum i Tuman Agha amb els joves prínceps Ulugh Beg, Ibrahim Sultan, Adigel i Sad Vaccas i tot seguit l'exèrcit va marxar contra Iskandar-i Shaykhi. Justament en aquell moment es va saber que els kara tàtars havien arribar a Damghan i allí havien ferit al seu daroga (governador) i s'havien revoltat; el daroga d'un altra banda kata tàtar, que marxava a la columna dels rebels kara tàtars, va reconèixer a Tangribrimish, que estava nu i inconscient a terra i el va portar a la vila per curar-lo; quan els kara tàtars ho van saber van pensar que no tindrien el suport d'altres grups i van fugir, moment que van aprofitar els amirs timúrides Xams al-Din Abbas, Atilmish, Shalveli fill de Sevinjik i algun altre, que van fer una matança de rebels a Damghan i a la rodalia (uns tres mil morts); alguns van poder escapar cap als boscos que anaven fins a Astarabad. Quan Timur ho va saber va enviar 1.500 homes manats per Bayan Kutxin, Seifel Muluk (fill d'Hajji Saif al-Din), Dane Khoja, Rustem Pulad i Komari Bahadur amb ordre de matar tots els kara tàtars que trobessin. Poc després encara hi va enviar al jove príncep Ahmad ibn Umar Shaikh i l'amir Ali Burunduk, però aquests van retornar ràpidament ja que els rebels o havien mort o s'havien pogut escapar o ja havien estat atrapats pels amirs.
Efectivament Bayan Kutxin i els altres amirs havien passat per Bistam, van creuar les muntanyes de Langarud, van entrar als boscos de Gurgan i van trobar als kara tàtars a Karatugan prop de la costa de la mar Càspia; tot i que els rebels fugits eren en nombre superior, els amirs els van atacar, els van derrotar i en van matar un miler; deu mil (entre guerrers i les seves famílies) foren fets presoners. Bayan Kutxin va informar de la seva acció a la cort. Mentre la comitiva que portava a les emperadrius i l'equipatge cap a Samarcanda van arribar a Bistam i allí es va separar l'equipatge de Xah Rukh, que es va dirigir cap a Herat via Nixapur; les emperadrius van seguir la via de Jadgerom i Isfarain.

## Guerra contra Iskandar-i Shaykhi (1404)
Xah Rukh va agafar una malaltia i fou autoritzat a retornar a Herat amb alguns oficials mentre les tropes de Khurasan romanien amb la resta de l'exèrcit. Timur al front, l'exèrcit va arribar a les muntanyes de Txelao. Iskandar-i Shaykhi va fugir i es va refugiar a la zona anomenada barranc del Infern. El 8 de juny de 1404 Timur va arribar a Txelao, però Iskandar ja havia fugit. L'endemà Timur va seguir endavant. Va arribar a un cabalós torrent que no podia ser creuat ni nadant ni a peu i del qual l'únic pont existent ja havia estat destruït per Iskandar-i Shaykhi després de creuar-lo. Timur va haver de fer construir un nou pont de fusta que es va realitzar en pocs dies i que va permetre passar i van acampar a una muntanya. Tot i l'inhòspit del lloc, allí Timur va rebre a Said Ismail de Kersekane, un dels senyors de Tirmidh.
L'emperador va enviar diverses columnes a la busca d'Iskandar-i Shaykhi, guiats per xerifs de Mazanderan. El 14 de juny un contingent timúrida va albirar Iskandar a un bosc proper a la mar Càspia. Shaikh Dervix Allahi es va retirar per anar a trobar a Yusuf Barles que venia al darrere; van quedar 20 homes que foren descoberts per Iskandar, que en tenia mes de 200. Els 20 homes van optar per resistir; i van haver diversos combats en que cada part va mantenir les posicions fins que finalment Iskandar-i Shaykhi va optar per la retirada; llavors va arribar Yusuf Barles (amb Saif al-Muluk i Hajji Abdallah) que no va poder fer altre cosa que saquejar el campament enemic. L'endemà van arribar tropes manades pels prínceps Rustem i Abu Bakr amb els amirs Sevinjik Bahadur i Sulayman Xah. En persecució d'Iskandar-i Shaykhi cap a la muntanya, van fer presoner al seu fill Ali ibn Iskandar i a la filla, amb els servidors del rebel.
El príncep Sultan Husayn es va unir a la persecució amb 70 homes i finalment el van trobar al mig d'un bosc, amb 200 homes. Es va lliurar la batalla i Sultan Husayn va fingir una retirada per després tornar a la càrrega amb energia. Veient el combat perdut, Iskandar-i Shaykhi va fugir cap a Gilan i ja no se’n van tenir mes notícies i circulaven rumors de que havia mort al bosc o de que s'havia vestit de monjo estranger. Sultan Husayn a la tornada es va trobar amb els prínceps Rustem i Abu Bakr a la vora de la mar Càspia amb els amir Sulayman Xah i Xaikh Nur al-Din i junts van marxar a buscar a Iskandar Shayki en direcció a Gilan; se’ls va unir l'amir Mezrab Yaku que amb les tropes de Khurasan també buscava a Iskandar Shayki; altres amirs que havien sortir amb el mateix objectiu, van anar confluint al mateix lloc i finalment es va decidir retornar al campament imperial.
Timur els va reprotxar no haver seguit buscant a Iskandar i els va reenviar a tots a la tasca, amb l'amir Xah Malik; durant 15 dies van estar pels boscos sense poder acampar per la pluja intensa que no parava i Timur ho va saber i finalment va ordenar que tornessin. Timur va aixecar el campament de la muntanya i va anar a acampar a la rodalia del castell de Nur; allí li foren portats el nebot d'Iskandar Shayki i altres parents que havien estat fets presoners i els va perdonar la vida. Aquella nit els prínceps Abu Bakr i Sultan Husayn van enviar un correu anunciant que estaven a l'altre costat del torrent del Infern però que no el podien creuar perquè el pont havia estat destruït. Timur va enviar un equip per reconstruir el pont i van poder passar en poc temps. A l'altre dia Timur va aixecar el camp i es va dirigir cap al castell d'Harsi, al Gilan; va arribar a Kelare Desht on va acampar uns dies a la pradera i va rebre a Ghiyath al-Din, fill de Sayyid Kamal al-Din, i fou ben tractat per l'emperador; a causa de la guerra permanent que el xerif havia fet sempre a Iskandar-i Shaykhi, Timur li va donar el principat d'Amol.
Timur va ordenar als prínceps Iskandar, Rustem i Abu Bakr de retornar als seus governs (Hamadan, Esfahan i Bagdad) també va fer anar als seus governs a Sayyid Izz al-Din Hazarjeridí (de Hazarjerib), als seus germans, i a Sayyid Ali Mazanderani (a Amol). Tot seguit Timur va anar cap a Larijan al peu de la Muntanya Damavand, on es va allotjar al kioshk d'Arghun (construït pel il-kan Arghun Khan) el 8 de juliol de 1404.
El 10 de juliol va passar a Firuzkuh i va nomenar a Sulayman Xah governador de Rayy i Firuzkuh i les seves dependències; al governador (daroga) de Rayy, Bayan Kutxin, el va autoritzar a retornar i li va concedir el castell de Ghule Khindan. Timur va anar aleshores a Sultan Maydan i tot seguit a Bistam el 12 de juliol. Pir Padishah, kan d'Astarabad, que havia acompanyat a Timur en el viatge i havia pogut anar a Astarabad uns dies, va retornar al campament imperial i Timur el va reenviar al seu govern d'Astarabad. També va arribar Dane Khoja que va informar de la situació dels kara tàtars; Timur va ordenar empresonar als caps dels rebels i conduir-los a Samarcanda.